# Ciclisme als Jocs Olímpics d'estiu de 1920 - Velocitat individual
La velocitat individual masculina fou una de les quatre proves del programa olímpic de ciclisme en pista dels Jocs Olímpics d'Anvers de 1920. La competició es va disputar el 9 d'agost de 1920, amb la presència de 37 ciclistes procedents d'11 nacions.

## Medallistes
| Or                    | Plata                | Bronze           |
| Maurice Peeters (NED) | Horace Johnson (GBR) | Harry Ryan (GBR) |

## Resultats

### Sèries
Sèrie 1
| Posició | Ciclista                      | Temps | Qual. |
| ------- | ----------------------------- | ----- | ----- |
| 1       | Henri Bellivier (FRA)         | 13.2  | Q     |
| 2       | Christopher Dotterweich (USA) |       | Q     |
| 3       | William Taylor (CAN)          |       |       |

Sèrie 2
| Posició | Ciclista                | Temps | Qual. |
| ------- | ----------------------- | ----- | ----- |
| 1       | Anthony Young (USA)     | 13.2  | Q     |
| 2       | Maurice Peeters (NED)   |       | Q     |
| 3       | Pietro Martinelli (ITA) |       |       |

Sèrie 3
| Posició | Ciclista           | Temps | Qual. |
| ------- | ------------------ | ----- | ----- |
| 1       | Thomas Lance (GBR) | 13.2  | Q     |
| 2       | Binard (BEL)       |       | Q     |
| 3       | Jack King (AUS)    |       |       |

Sèrie 4
| Posició | Ciclista                  | Temps | Qual. |
| ------- | ------------------------- | ----- | ----- |
| 1       | Léonard Daghelinckx (BEL) | 13.2  | Q     |
| 2       | Norman Webster (CAN)      |       | Q     |
| 3       | Tjabel Boonstra (NED)     |       |       |

Sèrie 5
| Posició | Ciclista           | Temps | Qual. |
| ------- | ------------------ | ----- | ----- |
| 1       | Harry Ryan (GBR)   | 13.2  | Q     |
| 2       | L'Empereur (BEL)   |       | Q     |
| 3       | Jean Majérus (LUX) |       |       |

Sèrie 6
| Posició | Ciclista             | Temps | Qual. |
| ------- | -------------------- | ----- | ----- |
| 1       | Horace Johnson (GBR) | 12.6  | Q     |
| 2       | Piet Ikelaar (NED)   |       | Q     |
| 3       | Sammy Goosen (RSA)   |       |       |

Sèrie 7
| Posició | Ciclista                 | Temps | Qual. |
| ------- | ------------------------ | ----- | ----- |
| 1       | James Walker (RSA)       | 13.6  | Q     |
| 2       | Georges Paillard (FRA)   |       | Q     |
| 3       | Vittorio Cavalotti (ITA) |       |       |

Sèrie 8
| Posició | Ciclista                | Temps | Qual. |
| ------- | ----------------------- | ----- | ----- |
| 1       | Henry Andersen (DEN)    | 13.6  | Q     |
| 2       | George Thursfield (RSA) |       | Q     |
| 3       | William Beck (USA)      |       |       |
| 4       | Herbert McDonald (CAN)  |       |       |

Sèrie 9
| Posició | Ciclista              | Temps | Qual. |
| ------- | --------------------- | ----- | ----- |
| 1       | Charles Lanusse (FRA) | 13.0  | Q     |
| 2       | Albert White (GBR)    |       | Q     |
| 3       | Axel Hansen (DEN)     |       |       |

Sèrie 10
| Posició | Ciclista              | Temps | Qual. |
| ------- | --------------------- | ----- | ----- |
| 1       | Fred Taylor (USA)     | 13.2  | Q     |
| 2       | Georges Perrin (FRA)  |       | Q     |
| 3       | Armido Rizzetto (ITA) |       |       |

Sèrie 11
| Posició | Ciclista               | Temps | Qual. |
| ------- | ---------------------- | ----- | ----- |
| 1       | John Verhoeven (BEL)   | 13.2  | Q     |
| 2       | Franco Giorgetti (ITA) |       | Q     |
| 3       | William Smith (RSA)    |       |       |

Sèrie 12
| Posició | Ciclista              | Temps | Qual. |
| ------- | --------------------- | ----- | ----- |
| 1       | Gerald Halpin (AUS)   | 12.6  | Q     |
| 2       | Harold Bounsall (CAN) |       | Q     |
| 3       | Frans de Vreng (NED)  |       |       |

### Quarts de final
Quarts de final 1
| Posició | Ciclista              | Temps | Qual. |
| ------- | --------------------- | ----- | ----- |
| 1       | Fred Taylor (USA)     | 13.0  | Q     |
| 2       | Henri Bellivier (FRA) |       | r     |
| 3       | Norman Webster (CAN)  |       | r     |

Quarts de final 2
| Posició | Ciclista            | Temps | Qual. |
| ------- | ------------------- | ----- | ----- |
| 1       | Gerald Halpin (AUS) | 12.6  | Q     |
| 2       | Anthony Young (USA) |       | r     |
| 3       | L'Empereur (BEL)    |       | r     |

Quarts de final 3
| Posició | Ciclista                      | Temps | Qual. |
| ------- | ----------------------------- | ----- | ----- |
| 1       | George Thursfield (RSA)       | 13.2  | Q     |
| 2       | Christopher Dotterweich (USA) |       | r     |
| 3       | Thomas Lance (GBR)            |       | r     |

Quarts de final 4
| Posició | Ciclista              | Temps | Qual. |
| ------- | --------------------- | ----- | ----- |
| 1       | Maurice Peeters (NED) | 13.2  | Q     |
| 2       | Harold Bounsall (CAN) |       | r     |
| —       | John Verhoeven (BEL)  |       | r     |

Quarts de final 5
| Posició | Ciclista              | Temps | Qual. |
| ------- | --------------------- | ----- | ----- |
| 1       | Horace Johnson (GBR)  | 11.8  | Q     |
| 2       | Charles Lanusse (FRA) |       | r     |
| 3       | Piet Ikelaar (NED)    |       | r     |

Quarts de final 6
| Posició | Ciclista                  | Temps | Qual. |
| ------- | ------------------------- | ----- | ----- |
| 1       | James Walker (RSA)        | 13.6  | Q     |
| 2       | Georges Perrin (FRA)      |       | r     |
| 3       | Léonard Daghelinckx (BEL) |       | r     |

Quarts de final 7
| Posició | Ciclista               | Temps | Qual. |
| ------- | ---------------------- | ----- | ----- |
| 1       | Albert White (GBR)     | 12.6  | Q     |
| 2       | Henry Andersen (DEN)   |       | r     |
| 3       | Georges Paillard (FRA) |       | r     |

Quarts de final 8
| Posició | Ciclista               | Temps | Qual. |
| ------- | ---------------------- | ----- | ----- |
| 1       | Harry Ryan (GBR)       | 12.8  | Q     |
| 2       | Franco Giorgetti (ITA) |       | r     |
| 3       | Binard (BEL)           |       | r     |

### Repesca

#### Repesca per semifinals
Semifinal 1
| Posició | Ciclista              | Temps | Qual. |
| ------- | --------------------- | ----- | ----- |
| 1       | Henri Bellivier (FRA) |       | R     |
| 2       | L'Empereur (BEL)      |       |       |
| 3       | Norman Webster (CAN)  |       |       |
| —       | Anthony Young (USA)   | DQ    |       |

Semifinal 2
| Posició | Ciclista               | Temps | Qual. |
| ------- | ---------------------- | ----- | ----- |
| 1       | Charles Lanusse (FRA)  | 13.0  | R     |
| 2       | Henry Andersen (DEN)   |       |       |
| 3       | Georges Paillard (FRA) |       |       |
| 4       | Piet Ikelaar (NED)     |       |       |

Semifinal 3
| Posició | Ciclista                  | Temps | Qual. |
| ------- | ------------------------- | ----- | ----- |
| 1       | Georges Perrin (FRA)      | 12.8  | R     |
| 2       | Léonard Daghelinckx (BEL) |       |       |
| 3       | Binard (BEL)              |       |       |
| —       | Franco Giorgetti (ITA)    | DNS   |       |

Semifinal 4
| Posició | Ciclista                      | Temps | Qual. |
| ------- | ----------------------------- | ----- | ----- |
| 1       | Harold Bounsall (CAN)         | 13.4  | R     |
| 2       | Christopher Dotterweich (USA) |       |       |
| 3       | John Verhoeven (BEL)          |       |       |
| 4       | Thomas Lance (GBR)            |       |       |

#### Repesca final
| Posició | Ciclista              | Temps | Qual. |
| ------- | --------------------- | ----- | ----- |
| 1       | Pierre Lanousse (FRA) | 13.0  | Q     |
| 2       | Harold Bounsall (CAN) |       |       |
| 3       | Georges Perrin (FRA)  |       |       |
| 4       | Henri Bellivier (FRA) |       |       |

### Semifinals
Semifinal 1
| Posició | Ciclista                | Temps | Qual. |
| ------- | ----------------------- | ----- | ----- |
| 1       | Horace Johnson (GBR)    | 14.8  | Q     |
| 2       | George Thursfield (RSA) | 15.2  |       |
| 3       | Albert White (GBR)      | 15.3  |       |

Semifinal 2
| Posició | Ciclista            | Temps | Qual. |
| ------- | ------------------- | ----- | ----- |
| 1       | Harry Ryan (GBR)    | 12.6  | Q     |
| 2       | Fred Taylor (USA)   | 15.2  |       |
| 3       | Gerald Halpin (AUS) | 15.2  |       |

Semifinal 3
| Posició | Ciclista              | Temps | Qual. |
| ------- | --------------------- | ----- | ----- |
| 1       | Maurice Peeters (NED) | 12.6  | Q     |
| 2       | Pierre Lanousse (FRA) | 15.2  |       |
| 3       | James Walker (RSA)    | 15.2  |       |

### Final
| Posició | Ciclista              | Temps |
| ------- | --------------------- | ----- |
| 1       | Maurice Peeters (NED) | 13.0  |
| 2       | Horace Johnson (GBR)  | 15.1  |
| 3       | Harry Ryan (GBR)      | 15.1  |